# Benedito de Figueiredo
Benedito de Figueiredo (Aracaju, 31 de janeiro de 1944) é um advogado e político brasileiro que foi vice-governador de Sergipe.

## Dados biográficos
Filho de Jacinto de Figueiredo  e Cecília Curvelo de Figueiredo. Advogado formado pela Universidade Federal de Sergipe em 1970, iniciou carreira política em 1966 como membro fundador do MDB e depois do PMDB chegando a presidir o diretório estadual. Deixou o partido em 1986 por discordar da candidatura de José Carlos Teixeira ao governo do estado em aliança com o PDS de Augusto Franco e Albano Franco e por isso formou uma dissidência que ingressou no PSB sob o comando do prefeito de Aracaju, Jackson Barreto, e foi eleito vice-governador de Sergipe na chapa de Antônio Carlos Valadares (PFL). Eleito deputado federal pelo PFL em 1990, votou a favor da abertura do impeachment de Fernando Collor e entrou no PDT não se reelegendo no pleito seguinte.
Voltou ao PMDB em junho de 1995 e em 1998 foi eleito vice-governador na chapa que reelegeu Albano Franco e em 2002 perdeu a eleição para senador. Com a vitória de Marcelo Déda em 2006 foi nomeado Secretário de Justiça.
Atualmente, é esposo de Creuza de Figueiredo, procuradora do Ministério Público de Sergipe. já sendo eleita Corregeroda-Geral do mesmo. Pai de três filhos homens, Alexandre, Thiago e Diogo. O sonho de ter uma filha menina realizou-se através da primeira neta, Jéssica, o raio de luz da vida de Creuzinha, como ela diz. Depois dela, Benedito e Creuza foram presenteados com vários netos, sendo eles, Benedito Neto, Bárbara, Guilherme, Helena, Antônia.

## Luta e Prisão na Ditadura Militar
O Brasil acordou diferente naquele 1º de abril de 1964 após o Golpe Militar de 31 de março, que derrubou o governo do presidente eleito democraticamente, João Goulart. O momento de incertezas iniciais se transformaria em um dos períodos mais obscuros da história recente do Brasil, 21 anos de privações, censura, repreensão; 7.648 dias de ditadura (encerrados em 15 de março de 1985 após eleição de um civil à presidência), tortura físicas e episódios até hoje não esclarecidos, como o desaparecimento de milhares de presos políticos. Entre a atmosfera de medo e de cautela que se instalou, uma geração que vinha engajada no movimento estudantil, na participação na vida pública ou simplesmente que não se contentou em ser privada de direitos que outrora lhes eram garantidos pela Constituição vigente, mostrou coragem para lutar pela redemocratização do Brasil e pela liberdade dos brasileiros como cidadãos.
Em Sergipe, um grupo de jovens, formado principalmente por alunos do Atheneu e universitários, se destacou na luta pela redemocratização do país. Benedito Figueiredo foi um deles e conta com o orgulho de quem fez a diferença em uma época de terror, como foi enfrentar o regime.

### Faculdade Direito 1966, protesto, greve e Ibiúna
“Era uma grande turma, participamos de greve, e a partir do primeiro dia, que foi o trote, a gente já saiu todo mundo amordaçado, já que não se podia falar, pois já havia dois anos do Golpe. Foi a primeira turma que saiu amordaçada, num protesto em silêncio, e lembro-me bem da frase que seguia a frente: ‘Aqueles que tornam impossível uma revolução pacífica tornam inevitável uma revolução violenta’, se não me engano uma frase de J.F. Kennedy. Todos nós desfilamos em protestos, fomos pelas ruas de Aracaju como era tradição na época. E a partir daí, nossa participação se deu através do DCE, do Grêmio Clodomir Silva [do Colégio Estadual de Sergipe-CES- ou Atheneu Sergipense, como é mais conhecido], com Wellington Mangueira, Wellington Paixão, Abelardo Silva Souza, ente outros. Éramos realmente uma turma participativa, uma turma de luta. Fizemos greve na Faculdade de Filosofia e ocupamos o Atheneu nessa greve, entre outras coisas”, relembra Benedito.
A greve a qual Benedito se refere foi a greve geral realizada por estudantes secundaristas e universitários de Sergipe em 1968, motivada, principalmente, pela prisão do líder do movimento estudantil brasileiro, Vladimir Palmeira. A greve resultou na realização de uma ocupação de oito dias no auditório do Teatro Atheneu, um dos principais espaços culturais da cidade na época.
O sentimento de luta culminou com a participação de estudantes sergipanos no 30º Congresso da União Nacional dos Estudantes –UNE- em Ibiúna (SP), em outubro de 1968, no qual mais de 700 pessoas, entre elas as principais lideranças do movimento estudantil do País, foram presas. Dentre os sergipanos que viajaram para o Congresso em Ibiúna estavam Benedito Figueiredo, Wellington Mangueira, João Augusto Gama, Antônio Vieira da Costa, João Rolemberg Côrtes e Laura Marinho Ribeiro.
“Fomos representantes de Sergipe neste congresso, representação aliada ao PCB [Partido Comunista Brasileiro]. Todos nós fomos presos e levados ao famoso e famigerado Presídio Tiradentes, em São Paulo, onde sofremos, realmente, muito: muito mais um sofrimento moral e psicológico. Fizemos greve de fome de três dias, e então conseguimos ser transferidos para Aracaju, após mais ou menos uma semana. Houve também uma intervenção em Aracaju na tentativa de conseguir nossa liberação, então nos mandaram para aqui, onde fomos recebidos pelos militares e não fomos presos neste momento, só fichados e abriram um processo em São Paulo”.

### Prisão
Benedito relata a difícil experiência no Presídio Tiradentes. “Eu fiquei num chiqueiro com Vladimir Palmeira, Zé Dirceu, entre outros. Nós ficamos ali naquela noite horrível que o pessoal desce atirando metralhadora. Foi um negócio assim, que realmente foi difícil da gente superar, mas eu superei. Lembro-me do ônibus, a gente indo para o Presídio Tiradentes. Vladimir pulou a janela, tentou fugir, eu peguei minha carteira de funcionário público e joguei do ônibus para não me identificarem como funcionário público e só como estudante”.
Em 1969, em razão do Ato Institucional Nº 5 – AI-5, com o processo de repressão se mostrando mais intenso, os estudantes de Sergipe que haviam participado do Congresso de Ibiúna retornaram à prisão.

### Pós lutas estudantis
“Esta foi a participação que a gente teve, a nível secundário e universitário, na luta pela redemocratização, depois me enveredei por outros caminhos, os caminhos políticos, fundamos o MDB [Movimento Democrático Brasileiro] pelos anos de 1976. Tive ainda uma participação na OAB Sergipe [Ordem dos Advogados do Brasil - Secção Sergipe], quebramos um tabu, pois a OAB, até então, não tinha eleição direta, foi na minha gestão – eu, Nilo Jaguar e Clóvis Barbosa – que conseguimos fazer com que a OAB tivesse eleições diretas. Disputamos essa eleição, eu como candidato a presidente da OAB e guardo a única frustração da minha vida: não ter sido presidente da OAB, isso porque disputei democraticamente pelo voto direto de todos os associados da Ordem e terminou em empate o número de conselheiros meus e o número de conselheiro da chapa adversária que era de Gilton Garcia. Mas na chapa de Gilton Garcia estava Zé Rosa e ele disputou com um conselheiro meu; como deu empate foi eleito Zé Rosa porque era mais velho”.
Para Figueiredo a vitória da chapa adversária foi antidemocrática. “Pois não deixaram colher o voto de Marlene que era delegada, ex-esposa de Amaral, que estava grávida nessa época e era integrante da minha chapa. Não foram colher o voto dela, porque ela tinha dado a luz ali no Hospital Cirurgia, mas se ela tivesse votado, como era ela da minha chapa a gente tinha desempatado, tínhamos feito um número maior de conselheiros e eu teria sido presidente. Aliás, eu empatei outra vez, no Instituto Sergipano de Direito do Trabalho, aí já foi um disputa direta para ser presidente da Associação Sergipana dos Advogados Trabalhistas, que foi fundada por nós. Eu tinha uma atuação muito grande trabalhista e a pessoa também me venceu pela idade, então eu tenho esta marca, hoje que eu estou com 70 anos vou vencer alguém se quiser disputar comigo agora, naquela época eu perdi todas porque era mais jovem”, brinca.
“Então, foi assim, uma participação muita ativa, primeiro estudantil, depois de classe através da OAB e terceira e, por último, política. Termino sendo vice-governador duas vezes, na gestão de Valadares e depois na de Albano, deputado federal de 1990 a 1994, e secretário de Estado hoje, aqui, encaminhado e feliz da vida, agradecendo a Deus por ter nos dado esta oportunidade de viver intensamente a vida e agradecendo por ter participado deste processo democrático que existe no Brasil, obviamente, com seus defeitos e suas virtudes, mas fora isso é a ditadura, e ditadura a gente que passou por ela sabe o quanto é difícil, o quanto é pesado, anti-humano, só quem passou, quem viveu é que realmente sabe”.
O pior da ditadura
“O medo é umas das coisas que marcam – e lembro-me bem da presidente Dilma quando responde ao senador Agripino- o medo faz parte do contexto de quem está sendo preso, quem está sendo torturado. Eu não fui torturado fisicamente, fui torturado psicologicamente, mas o medo fazia parte do nosso dia a dia, meu e da minha família. Lembro-me de todo aquele movimento, justamente entre 1968 e 1969, e principalmente após o AI-5, das incertezas. Você fica ao sabor dos outros, redundantemente, ao humor dos militares da época, que infernizaram este País e ficaram tantos anos no poder”.
Apesar da convivência e enfrentamento diário contra diversos medos trazidos pelo regime, para Benedito Figueiredo, o maior mal causado pela ditadura foi o dilaceramento de uma geração cheia de sonhos, vontades e atitudes. Segundo Figueiredo, sem querer transmitir uma visão pessimista, mas espelhado no idealismo de mudanças da época pré-Golpe de 64, o regime derivou na ruptura abrupta da participação dos jovens nos movimentos estudantis.
Questionado sobre como a sociedade sergipana da época lidava com os estudantes que lutavam pela redemocratização, Benedito Figueiredo responde que houve apoio e colaboração de boa parte da sociedade aos jovens da época, apesar do medo. “As pessoas ajudavam, principalmente as pessoas do sentimento democrático. Agora por outro lado, as pessoas tinham um certo receio, um certo medo de andar com você ou conversar com você, não havia um processo de exclusão, mas também não havia um processo de integração, porém os amigos continuaram a mesma coisa, não sentir nenhum tipo de retaliação”.

### Tortura psicológica
Benedito ainda relata a tortura psicológica que sofreram. Primeiro no presídio Tiradentes e depois em Aracaju. “Entrar numa cela no Presídio Tiradentes, fazer greve de fome e aí vinham os caras com cassetetes, entravam e alguns apanhavam, outros não. A gente procurava estar sempre unidos, tentar ficar na mesma cela. Bosco Rollemberg, Gama, Vieira, Wellington Mangueira e eu, mas nessa madrugada horrível ficamos em uma cela separada, só Gama e eu ficamos juntos. Enfim, tudo isso é um tormento psicológico, o próprio momento da prisão, os tiros de metralhadora, depois, aqui, no 28º BC dar depoimento de madrugada, os caras debochando de você e posteriormente tivemos que responder a um processo na 6ª Região Militar, em Salvador , onde nós fomos absolvidos de tentar reorganizar o Partido Comunista Brasileiro (PCB)”.
“Mas tudo isso passou, em 2009 quando teve a Comissão de Anistia, fiquei muito emocionado porque todos nós fomos anistiados politicamente. Tenho o documento da Comissão de Anistia que diz que, o ‘Governo brasileiro pede perdão ao cidadão Benedito Figueiredo por tudo que aconteceu’, e obviamente não deixa de ser motivo de orgulho, não pelo ‘perdão em si’, mas por neste pedido de perdão implicitamente está reconhecido tudo aquilo que a gente fez”.

### Motivação
Benedito conta que no primeiro momento, antes do Golpe Militar de 64, o que a sua geração queria era as reformas de base ,nome dado pela gestão de João Goulart, às reformas estruturais – reformas agrária, educacional, urbana, fiscal, político e agrário- que foram propostas por sua equipe para o País. “Mas o presidente João Goulart que, foi apeado do poder, sabia, tinha informação dos Estados Unidos que a frota americana viria, desembarcaria, haveria uma guerra civil e nesse ponto ele foi sensato. Poucos homens são tão pouco reconhecidos como João Goulart, pois ele teve realmente uma grande participação na administração do Brasil. Hoje, as reformas de bases que ele propôs são as reforma que ainda o Brasil precisa. Então, antes de 64 uma luta para o avanço; depois de 64 uma luta contra o golpe, resumiria assim. Nossa motivação era essa o processo democrático, que graças a Deus alcançamos”.
De acordo com Benedito, em 1982 o que pesou ainda foi a eleição ter sido indireta. “A minha primeira participação política, pouca gente de Sergipe sabe disso, mas foi em 1982, quando fui pela primeira vez candidato a vice-governador, porque minha sina é ser candidato a vice-governador, disputei ao lado desse homem magistral que, Sergipe também não faz justiça, que foi o senador João Rocha [João Gilvan Rocha]. Gilvan Rocha foi um dos maiores senadores que a república poderia ter, mas também um pouco retraído, um pouco tímido, como faz também a minha personalidade. Em 1986 fui candidato novamente, Valadares e eu ganhamos. Em 1990 até 1994 fui deputado federal, depois fico suplente e em 1998 fui candidato novamente, sendo eleito a vice-governador ao lado de Albano Franco. Graças a Deus o povo sergipano foi muito grato a mim”.

Para o antigo militante, é importante reforçar os mecanismos de garantia da democracia para que episódios similares não se repitam no Brasil. “Isso se reforça através da garantia do voto popular para presidente, governador, deputados, esse é o primeiro passo; e a participação da sociedade na vida pública, através de institutos, conselhos, entidades de classes, sindicatos, ONGs, tudo isso força e reforça o sentimento democrático, que é o melhor regime que conhecemos, onde temos esse sentimento de liberdade e poder fazer acontecer”.